# Kameron Simmonds
Kameron Necole Simmonds (nacido el 6 de diciembre de 2003) es una futbolista que juega como delantera en la selección femenina de los Tennessee Volunteers. Nacida en Estados Unidos, representa a la selección nacional femenina de Jamaica.

## Primeros años de vida
Kameron Necole Simmonds nació el 6 de diciembre de 2003 en Virginia, hija de Necole y Greg Simmonds. Tiene tres hermanos menores. A pesar de que su padre era un exfutbolista, Simmonds solo se inició en el deporte cuando no pudo continuar entrenando en gimnasia después de una lesión a la edad de 11 años; comenzando el fútbol al año siguiente, entrenó con su padre.

## Carrera universitaria
Simmonds jugó para Richmond United hasta el verano de 2022 cuando comenzó su carrera de fútbol universitario en la Universidad de Tennessee para los Tennessee Volunteers. Ella eligió unirse a Tennessee debido a que sus padres creían en sus valores; debido al estímulo de su compañera de equipo de Jamaica, Giselle Washington, quien ya asistió a la universidad; y ser inspirado por la leyenda del fútbol de Jamaica y exjugadora de los Volunteers Khadija Shaw.
Como una estudiante de primer año, hizo dos listas de los 100 mejores estudiantes de primer año, habiendo marcado cuatro goles en dieciséis apariciones. Jugando como suplente, la colegial destacó su productividad en sus minutos limitados, a menudo con múltiples tiros a puerta por partido.

## Carrera internacional
En la selección nacional sub-20, Simmonds compitió en el Campeonato Femenino Sub-20 de la Concacaf de 2022 con la selección Sub-20 de Jamaica. Marcó dos goles en el torneo, observada por su familia.
Cuando hizo su debut absoluto el 3 de septiembre de 2022, en una derrota amistosa por 0-1 ante Corea del Sur, se convirtió en la tercera generación de su familia en representar a Jamaica en el fútbol internacional absoluto después de su padre, Greg, y su abuelo, Patrick.
Simmonds luego compitió en la Copa de Naciones 2023, donde su equipo terminó en cuarto lugar. El 23 de junio de 2023, fue incluida en el equipo final de Jamaica para la Copa Mundial Femenina de Fútbol de 2023. Hizo su debut en la Copa del Mundo en el segundo partido del grupo, reemplazando a Kayla McKenna en una victoria por 1-0 sobre Panamá.